# Жизневские
Жизневские (или Жижневские, пол. Żyzniewski) — польский дворянский род герба Бялыня, восходящий к XVI веку и внесённый в VI и I части родословной книги Виленской, Витебской и Минской губерний.
К этому роду принадлежит известный археолог, основатель Тверского исторического музея Август Казимирович Жизневский. Другие пять родов Жизневских более позднего происхождения.